# Carex coriophora
Carex coriophora är en halvgräsart som beskrevs av Fisch., Carl Anton von Meyer och Carl Sigismund Kunth. Carex coriophora ingår i släktet starrar, och familjen halvgräs.

## Underarter
Arten delas in i följande underarter:
- C. c. coriophora
- C. c. langtaodianensis